# J. Rodolfo Wilcock
Pour les articles homonymes, voir Wilcock.
Juan Rodolfo Wilcock, né le 17 avril 1919 à Buenos Aires en Argentine et mort le 16 mars 1978 à Lubriano en Italie, est un écrivain, poète, critique littéraire, traducteur argentin. Fils de Charles Leonard Wilcock, anglais, et d'Aida Romegialli, argentine d'origine italienne et suisse, il est le père adoptif de Livio Bacchi Wilcock, qui fut le traducteur de Jorge Luis Borges en italien.

## Débuts argentins
Wilcock est né à Buenos Aires.
Il obtient en 1940 le Prix Martín Fierro, décerné par la Société Argentine des Écrivains (Sociedad Argentina de Escritores ) pour son premier recueil de poèmes, Libro de Poemas y canciones. Celui-ci obtiendra également le Prix Municipal de Littérature de Buenos Aires en 1941.
Les années suivantes le voient fréquenter plusieurs écrivains argentins, dont Jorge Luis Borges, Silvina Ocampo, et Adolfo Bioy Casares. Plus tard, Wilcock évoquera ces trois auteurs en particulier comme une constellation ou comme la "Trinité", dont la rencontre lui permit de s'élever de ce qu'il appelle une "existence grise".
Il dirige de 1942 à 1944 la revue littéraire Verde Memoria, puis, de 1945 à 1947, le magazine Disco.
Diplômé en génie civil à l'Université de Buenos Aires en 1943, il commence la même année à travailler pour une compagnie ferroviaire, chargée notamment de la création de voies ferrées dans les Andes. Il démissionne un an plus tard, en 1944.
En 1945, Wilcock publie, à compte d'auteur, deux recueils de poésie : Ensayos de poesía lírica et Persecución de las musas menores. Son ouvrage suivant, Paseo Sentimental est décoré à nouveau d'un Prix décerné par la Société Argentine des Écrivains, la "Fascia d'Onore". La même année, il publie Los hermosos días.
À cette époque, le régime du Général Juan Perón étouffe la vie intellectuelle argentine. Plusieurs artistes et auteurs argentins choisissent alors de s'installer dans les capitales européennes, récemment libérées du fascisme. Wilcock entreprend ainsi en 1951 un voyage en Europe, en compagnie d'Ocampo et de Bioy Casares. C'est la première fois qu'il quitte l'Argentine et il se rend en Italie.
En 1953, sort son sixième livre de poésie, Sexto.
Il réside ensuite à Londres, jusqu'en 1954. Il y travaille comme traducteur et en tant que critique littéraire, artistique et musical au sein du Service latino-américain de la BBC. 

## Écrivain italien
Après un bref retour à Buenos Aires en 1954, Wilcock s'installe à Rome trois ans plus tard. Il enseigne la littérature et le français et travaille pour l'édition argentine de L'Osservatore Romano, le journal du Vatican.
Désormais, la plupart de ses ouvrages, dont les plus célébrés, sont écrits en italien, une langue qu'il maîtrise parfaitement.
Dans une lettre qu'il écrit alors à son ami Miguel Murmis, il dit: "Je vois l'Argentine comme une immense traduction". Il est considéré à ce titre comme l'un des représentants les plus intéressants de l'italophonie contemporaine, bien différente des exercices italianisants du passé, lorsque l'italien était langue de culture internationale ; de nos jours, plusieurs ex-immigrés dans la péninsule ont pris le relais (voir les travaux de CIRCE, Sorbonne Nouvelle - Paris 3).
C'est à cette période qu'il se lie d'amitié avec Nicola Chiaramonte, Elsa Morante, Alberto Moravia, Ennio Flaiano, Roberto Calasso et Luciano Foa.
En 1975, Wilcock demande la nationalité italienne, qu'il n'obtiendra, par décret du Chef de l’État qu'un an après sa mort en mars 1978, à son domicile de Lubriano, dans la Province de Viterbe.
Il est enterré au cimetière protestant de Rome, près de la Pyramide de Cestius.

## Publications
- Libro de poemas y canciones (non traduit) (1940)
- Ensayos de poesía lírica (non traduit) (1945)
- Persecución de las musas menores (non traduit) (1945)
- Paseo sentimental (non traduit) (1946)
- Les jours heureux (Los hermosos días) (1946)
- Sexto (non traduit) (1953)
- Los traidores (non traduit) (en collaboration avec Silvina Ocampo, 1956)
- Le chaos (Il caos) (1960)
- Fatti inquietanti (non traduit) (1961)
- Le stéréoscope des solitaires (Lo stereoscopio dei solitari) (1972)
- La synagogue des iconoclastes (La sinagoga degli iconoclasti) (1972)
- Le Temple étrusque (Il tempio etrusco) (1973)
- I due allegri indiani (non traduit) (1973)
- Italienisches Liederbuch - 34 poesie d'amore (1974)
- L’ingegnere (non traduit) (1975)
- Le livre des monstres (Il libro dei mostri) (1978)

### Ouvrages posthumes
- Poesie (1980)
- Le nozze di Hitler e Maria Antonietta nell’inferno (en collaboration avec Francesco Fantasia) (1985)